# Amt Boele
| Amt in Preußen     | Amt in Preußen                                              |
| ------------------ | ----------------------------------------------------------- |
| Name               | Boele (1844–1881) Boele-Hagen (1881–1910) Boele (1881–1910) |
| Provinz            | Westfalen                                                   |
| Regierungsbezirk   | Arnsberg                                                    |
| Landkreis          | Hagen                                                       |
| Fläche             | 38,16 km²(1910)                                             |
| Einwohner          | 14.313 (1910)                                               |
| Bevölkerungsdichte | 375 Einw./km² (1910)                                        |
| Gemeinden          | 5 (1929)                                                    |

Das Amt Boele, zwischenzeitlich auch Amt Boele-Hagen genannt, war bis 1929 ein Amt im Landkreis Hagen in der preußischen Provinz Westfalen.

## Geschichte
Im Rahmen der Einführung der Landgemeindeordnung für die Provinz Westfalen wurde 1844 im  Kreis Hagen aus der Bürgermeisterei Boele das Amt Boele sowie aus der Landbürgermeisterei Hagen das Amt Hagen  gebildet. Die Bürgermeistereien waren in der Franzosenzeit im Kanton Hagen des Großherzogtums Berg eingerichtet worden.

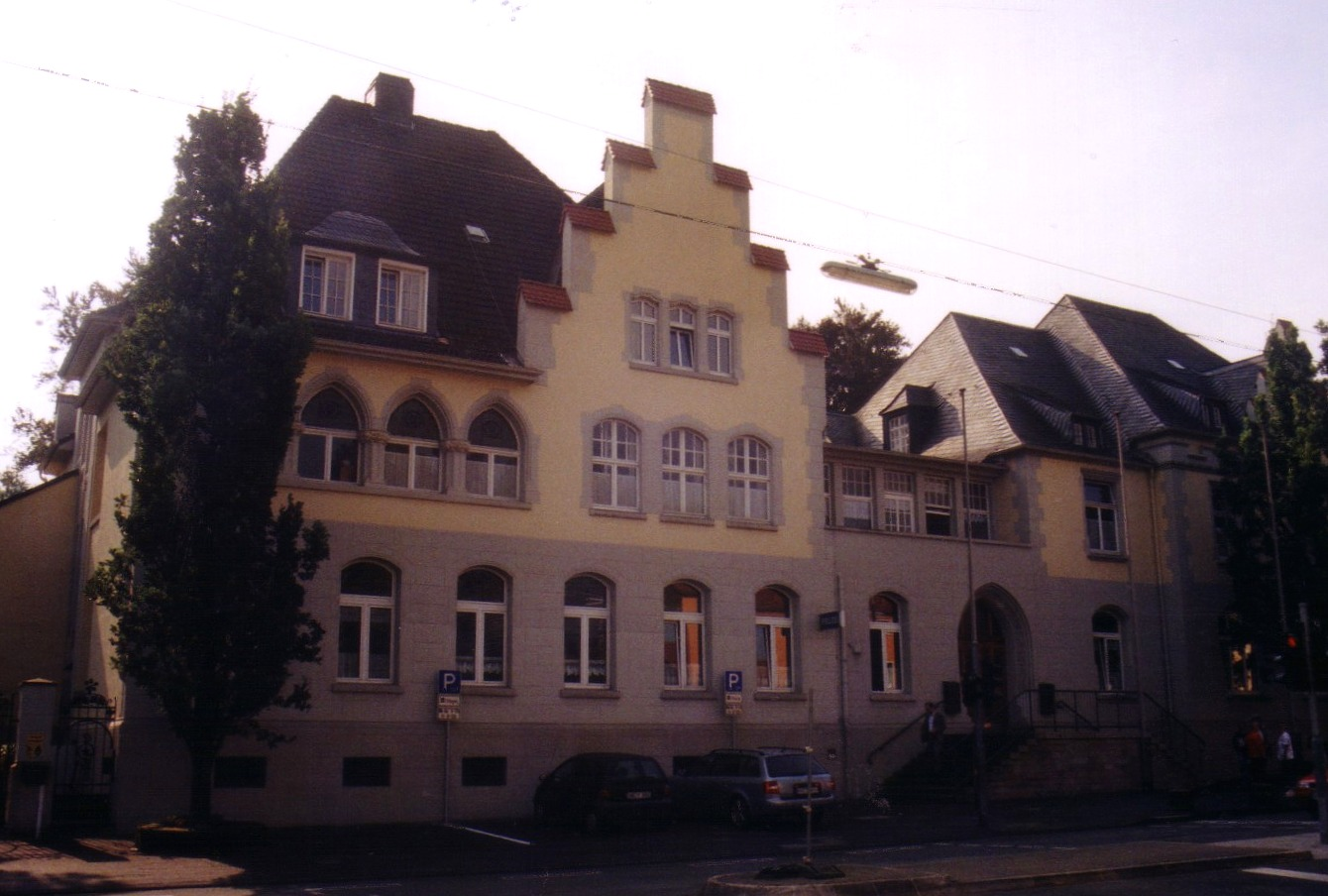
Altes Amtshaus

Dem Amt Boele gehörten die Gemeinden Boele, Eckesey, Fley, Halden, Herbeck und Holthausen an, während zum Amt Hagen die Gemeinden Delstern, Eilpe, Eppenhausen und Wehringhausen gehörten. Die Stadt Hagen besaß die westfälische Städteordnung und blieb amtsfrei.
Zum 1. Januar 1876 wurde das Amt Hagen aufgelöst. Eilpe sowie Wehringhausen wurden in die Stadt Hagen eingemeindet und Delstern sowie Eppenhausen kamen zum Amt Boele, dass seitdem Amt Boele-Hagen hieß. Am 1. Oktober 1884 wurde die Gemeinde Vorhalle aus dem Amt Enneperstraße ins Amt Boele-Hagen umgegliedert.
Am 1. April 1901 wurden Delstern, Eckesey und Eppenhausen in die seit 1887 kreisfreie Stadt Hagen eingemeindet. Das Amt Boele-Hagen hieß seitdem wieder Amt Boele.
Die Gemeinde Vorhalle schied am 1. April 1920 aus dem Amt Boele aus und bildete seitdem ein eigenes Amt Vorhalle.
Durch das Gesetz über die kommunale Neugliederung des rheinisch-westfälischen Industriegebiets wurden die Ämter Boele und Vorhalle am 1. August 1929 aufgelöst. Sämtliche Mitgliedsgemeinden wurden in die kreisfreie Stadt Hagen eingemeindet.

## Einwohnerentwicklung
| Jahr | Amt Boele       | Amt Hagen | Quelle |
| ---- | --------------- | --------- | ------ |
| 1839 | 2.749           | 3.818     | [ 7 ]  |
| 1859 | 4.459           | 5.551     | [ 8 ]  |
| 1871 | 7.350           | 8.866     | [ 9 ]  |
|      | Amt Boele-Hagen |           |        |
| 1885 | 15.371          | 15.371    | [ 10 ] |
| 1895 | 20.706          | 20.706    | [ 11 ] |
|      | Amt Boele       |           |        |
| 1910 | 14.313          | 14.313    | [ 12 ] |